# Fehér-tó
Jezero Fehér-tó (v češtině doslova Bílé jezero) se nachází v jižní části Maďarska, v blízkosti Segedína. Jezero se rozkládá na ploše 14 km² v chráněné krajinné oblasti Pusztaszeri, která je součástí národního parku Kiskunság.
Je to největší slané jezero v Maďarsku. Vzhledem k bohatému výskytu ptáků (asi 280 druhů) unikátní flóře se představuje striktně chráněnou oblast. Oblast je významným místem zastávek stěhovavých ptáků v Evropě. Chráněné je rovněž podle Ramsarské úmluvy. Během migrační sezóny lze na jezeře pozorovat hejna jeřábů, divokých hus a kachen.
První písemná zmínka o existenci jezera v psaných pramenech pochází z roku 1075. Ještě na počátku 19. století byla jeho oblast pravidelně zaplavována nedalekou řekou Tisou. Jezero kdysi patřilo do skupiny typických nížinných slaných jezer. Ta se vyznačují kalnou vodou, kterou zde způsobuje kromě solí také hromadění šedobílého uhličitano-vápenatého bahna při dně.